# Eduard Matoesevitsj
Eduard Matoesevitsj (Russisch: Эдуард Матусевич) (Minsk, 16 november 1937) is een voormalig Russisch langebaanschaatser die tijdens zijn carrière uitkwam voor de Sovjet-Unie.
Matoesevitsj nam zeven opeenvolgende keren deel aan de Europese-, zes opeenvolgende keren aan de wereldkampioenschappen (allround) en tweemaal aan de Olympische Winterspelen (in 1964 en 1968), de enige drie internationale kampioenschappen die tijdens zijn schaatscarrière werden verreden. Zijn succesvolste schaatsjaar was 1965. Hij werd dat jaar Europees kampioen in Göteborg op de ijsbaan in het Ullevistadion. Op de EK's van 1967 (derde) en 1968 (tweede) nam hij ook plaats op het erepodium.
Nationaal nam hij vijf keer plaats op het erepodium bij de allroundkampioenschappen, in 1962 werd hij derde en in 1964, 1965, 1966 en 1968 kampioen.

## Records

### Wereldrecords laaglandbaan (officieus)
| Nr. | Afstand    | Tijd   | Datum            | Baan    |
| --- | ---------- | ------ | ---------------- | ------- |
| 1.  | 3000 meter | 4.32,0 | 8 januari 1964   | Drammen |
| 2.  | 1500 meter | 2.08,4 | 11 februari 1964 | Oslo    |
| 3.  | 1500 meter | 2.07,3 | 1 januari 1965   | Gjøvik  |
| 4.  | 1500 meter | 2.05,6 | 1 januari 1967   | Oslo    |
| 5.  | 1500 meter | 2.04,5 | 27 januari 1968  | Oslo    |

### Adelskalender
Van 13 februari 1965 tot 26 januari 1966 was Eduard Matoesevitsj aanvoerder van de Adelskalender. Daarmee heeft hij 347 dagen aan de top van de lijst gestaan.
Hieronder staan de persoonlijke records (PR's) waarmee Eduard Matoesevitsj aan de top van de Adelskalender kwam en de PR's die hij had staan toen hij van de eerste plek verdreven werd. Tevens zijn de gegevens weergegeven van de schaatsers die voor en na hem aan de top van de lijst stonden.
| Datum      | 500 m | 1500 m | 5000 m | 10.000 m | Punten  | Voorganger / Opvolger |
| ---------- | ----- | ------ | ------ | -------- | ------- | --------------------- |
| 31-01-1965 | 41,6  | 2.08,5 | 7.38,6 | 15.47,8  | 177,683 | Per Ivar Moe          |
| 13-02-1965 | 41,0  | 2.07,3 | 7.35,1 | 16.14,2  | 177,653 |                       |
| 14-02-1965 | 41,0  | 2.07,3 | 7.35,1 | 16.06,2  | 177,253 |                       |
| 26-01-1966 | 41,6  | 2.06,9 | 7.38,6 | 15.47,8  | 177,150 | Per Ivar Moe          |

## Resultaten
| Jaar | EK Allround | WK Allround | Olympische Spelen |
| ---- | ----------- | ----------- | ----------------- |
| 1962 | 9e          |             |                   |
| 1963 | 12e         | 13e         |                   |
| 1964 | 7e          | 4e          | 6e 1500m          |
| 1965 | Goud        | 16e         |                   |
| 1966 | 6e          | 6e          |                   |
| 1967 | Brons       | 11e         |                   |
| 1968 | Zilver      | NC17        | 8e 1500m          |

NC17 = niet gekwalificeerd voor de laatste afstand, maar wel als 17e geklasseerd in de eindrangschikking

### Medaillespiegel
| Kampioenschap | Goud · | Zilver · | Brons · |
| ------------- | ------ | -------- | ------- |
| EK Allround   | 1      | 1        | 1       |

Rudolf Ericson · Peder Østlund · Jaap Eden · Oscar Mathisen · Ivar Ballangrud · Michael Staksrud · Åke Seyffarth · Nikolaj Mamonov · Hjalmar Andersen · Boris Sjilkov · Dmitri Sakoenenko · Juhani Järvinen · Knut Johannesen · Jonny Nilsson · Per Ivar Moe · Eduard Matoesevitsj · Ard Schenk · Kees Verkerk · Magne Thomassen · Hans van Helden · Vladimir Lobanov · Jan Egil Storholt · Sergej Martsjoek · Vladimir Belov · Eric Heiden · Viktor Sjasjerin · Andrej Bobrov · Nikolaj Goeljajev · Michael Hadschieff · Eric Flaim · Johann Olav Koss · Falko Zandstra · Rintje Ritsma · Gianni Romme · Jochem Uytdehaage · Chad Hedrick · Sven Kramer · Shani Davis · Patrick Roest
Onofficiële Europese kampioenschappen

1891: Onbeslist ·
1892: Onbeslist · 
1946: Göthe Hedlund 

Officiële Europese kampioenschappen

1893: Rudolf Ericson · 
1894: Onbeslist ·
1895: Alfred Næss · 
1896: Julius Seyler · 
1897: Julius Seyler · 
1898: Gustaf Estlander · 
1899: Peder Østlund · 
1900: Peder Østlund · 
1901: Rudolf Gundersen · 
1902: Johan Schwartz · 
1903: Onbeslist ·
1904: Rudolf Gundersen · 
1905: Johan Vikander · 
1906: Rudolf Gundersen · 
1907: Moje Öholm · 
1908: Moje Öholm · 
1909: Oscar Mathisen · 
1910: Nikolaj Stroennikov · 
1911: Nikolaj Stroennikov · 
1912: Oscar Mathisen · 
1913: Vasilij Ippolitov · 
1914: Oscar Mathisen · 
1922: Clas Thunberg · 
1923: Harald Strøm · 
1924: Roald Larsen · 
1925: Otto Polacsek · 
1926: Julius Skutnabb · 
1927: Bernt Evensen · 
1928: Clas Thunberg · 
1929: Ivar Ballangrud · 
1930: Ivar Ballangrud · 
1931: Clas Thunberg · 
1932: Clas Thunberg · 
1933: Ivar Ballangrud · 
1934: Michael Staksrud · 
1935: Karl Wazulek · 
1936: Ivar Ballangrud · 
1937: Michael Staksrud · 
1938: Charles Mathiesen · 
1939: Alfons Bērziņš · 
1947: Åke Seyffarth · 
1948: Reidar Liaklev · 
1949: Sverre Farstad · 
1950: Hjalmar Andersen · 
1951: Hjalmar Andersen · 
1952: Hjalmar Andersen · 
1953: Kees Broekman · 
1954: Boris Sjilkov · 
1955: Sigge Ericsson · 
1956: Jevgeni Grisjin · 
1957: Oleg Gontsjarenko · 
1958: Oleg Gontsjarenko · 
1959: Knut Johannesen · 
1960: Knut Johannesen · 
1961: Viktor Kositsjkin · 
1962: Robert Merkoelov · 
1963: Nils Egil Aaness · 
1964: Ants Antson · 
1965: Eduard Matoesevitsj · 
1966: Ard Schenk · 
1967: Kees Verkerk · 
1968: Fred Anton Maier · 
1969: Dag Fornæss · 
1970: Ard Schenk · 
1971: Dag Fornæss · 
1972: Ard Schenk · 
1973: Göran Claeson · 
1974: Göran Claeson · 
1975: Sten Stensen · 
1976: Kay Arne Stenshjemmet · 
1977: Jan Egil Storholt · 
1978: Sergej Martsjoek · 
1979: Jan Egil Storholt · 
1980: Kay Arne Stenshjemmet · 
1981: Amund Sjøbrend · 
1982: Tomas Gustafson · 
1983: Hilbert van der Duim · 
1984: Hilbert van der Duim · 
1985: Hein Vergeer · 
1986: Hein Vergeer · 
1987: Nikolaj Goeljajev · 
1988: Tomas Gustafson · 
1989: Leo Visser · 
1990: Bart Veldkamp · 
1991: Johann Olav Koss · 
1992: Falko Zandstra · 
1993: Falko Zandstra · 
1994: Rintje Ritsma · 
1995: Rintje Ritsma · 
1996: Rintje Ritsma · 
1997: Ids Postma · 
1998: Rintje Ritsma · 
1999: Rintje Ritsma · 
2000: Rintje Ritsma · 
2001: Dmitri Sjepel · 
2002: Jochem Uytdehaage · 
2003: Gianni Romme · 
2004: Mark Tuitert · 
2005: Jochem Uytdehaage · 
2006: Enrico Fabris · 
2007: Sven Kramer · 
2008: Sven Kramer · 
2009: Sven Kramer · 
2010: Sven Kramer · 
2011: Ivan Skobrev · 
2012: Sven Kramer · 
2013: Sven Kramer · 
2014: Jan Blokhuijsen · 
2015: Sven Kramer · 
2016: Sven Kramer · 
2017: Sven Kramer · 
2019: Sven Kramer · 
2021: Patrick Roest · 
2023: Patrick Roest · 
2025: Sander Eitrem